# Serpentine Gallery (musikalbum)
Serpentine Gallery är det första studioalbumet av det amerikanska gothbandet Switchblade Symphony, utgivet den 11 september 1995 på Cleopatra Records. Det producerades av gruppmedlemmarna Tina Root och Susan Wallace tillsammans med George Stone Orbetter-Ludwig. Albumet kombinerar element av orkesterlika arrangemang med tunga synthsekvenser och en eterisk sång, vilket var ett nyskapande drag inom gothscenen.
Låtarna "Bad Trash", "Gutter Glitter", "Mine Eyes" och "Bloody Knuckles" är ursprungligen från EP-skivan Fable (1991). Låten "Clown" släpptes även på singel 1996. Albumet utkom igen på dubbelalbum den 13 september 2005, där den extra skivan bland annat innehöll tidigare outgivna låtar och demos.

## Låtlista
Låtarna skrivna av Switchblade Symphony.
1. "Bad Trash" – 3:42
2. "Dissolve" – 4:31
3. "Wallflower" – 4:58
4. "Wrecking Yard" – 5:09
5. "Clown" – 5:35
6. "Cocoon" – 2:07
7. "Dollhouse" – 4:06
8. "Sweet" – 5:43
9. "Gutter Glitter" – 3:48
10. "Mine Eyes" – 4:24
11. "Bloody Knuckles" – 2:41

### Bonusskiva till 2005 års nyutgåva
1. "Waiting Room" – 4:01
2. "Chain" – 5:15
3. "Rain" – 4:38
4. "Numb" – 4:27
5. "Ride" – 5:05
6. "Novocaine" (live) – 2:55
7. "Wrecking Yard" (live) – 4:24
8. "Sweet" (Burning Mix) – 6:44
9. "Blue" – 3:40
10. "Live 105 Radio Interview" – 2:44
11. Musikvideon till "Clown"

## Medverkande
Switchblade Symphony
- Tina Root – sång, producent
- Susan Wallace – sång, synthesizer, programmering, producent

Övrig produktion
- Eric Fischer – fotografi
- David Glass – ytterligare trummor (6)
- Robin Jacobs – gitarr (alla spår), bas (alla spår), trumprogrammering (4, 5), fotografi, grafisk design
- Tommy King – inspelning (1, 9-11)
- George Stone Orbetter-Ludwig – producent (alla spår), ljudtekniker (alla spår)
- Johann Schumann – grafisk design

Information från Discogs